# Gilberto Mora
Gilberto Rafael Mora Zambrano (Tuxtla Gutiérrez, 14 oktober 2008) is een Mexicaans voetballer die bij voorkeur als offensieve middenvelder speelt. Hij speelt bij  Club Tijuana. In 2025 debuteerde Mora voor Mexico.

## Clubcarrière
Op 19 augustus 2024 debuteerde Mora in de Liga MX tegen Santos Laguna. Hij werd daarmee de jongste debutant van de club. Twaalf dagen later scoorde hij zijn eerste competitietreffer tegen Club León. Hij was 15 jaar en 320 dagen oud en werd zo de jongste doelpuntenmaker ooit in de Liga MX.

## Interlandcarrière
Op 28 juni 2025 debuteerde Mora voor Mexico op de CONCACAF Gold Cup 2025 tegen Saoedi-Arabië.  In de halve finale tegen Honduras gaf hij de beslissende assist. Op 6 juli 2025 kreeg hij ook een basisplaats in de finale tegen de Verenigde Staten, die El Tricolor won.